# Фестиваль болельщиков ФИФА
Фестивали болельщиков ФИФА (англ. FIFA Fan Fest) — серия многодневных мероприятий (фестивалей) в городах, принимающих чемпионат мира по футболу под эгидой Международной федерации футбола (ФИФА). Фестивали проходят на протяжении всего чемпионата, открыты для всех посетителей независимо от наличия билетов на матчи и предлагают участникам прямые трансляции на больших экранах, концертную и развлекательную программу.
Впервые фестивали прошли в 12 городах Германии во время чемпионата мира по футболу 2006 года в этой стране, после чего стали неотъемлемой частью мундиалей 2010 года в Южной-Африканской Республике, 2014 года в Бразилии и 2018 года в России.

## История

### Южная Корея, 2002
Практика массовых публичных показов матчей чемпионата мира по футболу сложилась в ходе мундиаля 1998 года во Франции, когда местные власти организовали трансляции на больших уличных экранах, чтобы избежать массового недовольства из-за нехватки билетов на матчи, но культуру фестиваля болельщиков ФИФА почерпнула из опыта чемпионата 2002 года (в Японии и Южной Корее). Если японские власти считали шумное поведение фанатов на улицах неподобающим и публичные показы были организованы на специально ограниченных зонах, таких как Национальный олимпийский стадион в Токио, то в Корее сложились свои традиции уличных акций поддержки национальной сборной, которые организовывал всенародный клуб болельщиков «Красные дьяволы». Официальные публичные трансляции в корейских городах были организованы при поддержке властей, а местный бизнес организовал сотни неофициальных публичных показов, используя экраны, установленные на грузовых автомобилях. 
Успех корейской сборной на чемпионате сделал праздник болельщиков событием национального масштаба: на уличных трансляциях мачта полуфинала, в котором Корея выступила против сборной Германии, собрались почти 7 миллионов человек — седьмая часть населения страны. Поскольку футбольное событие такого масштаба впервые проходило в Азии, для зрителей из других стран корейская культура поддержки национальной сборной стала новым ярким впечатлением.
Для ФИФА и Организационного комитета Чемпионата мира по футболу 2006 года в Германии сочетание публичных трансляций и уличных празднеств, где ощущение общности участников усиливало впечатления от футбольного матча, стало ценным примером при разработке концепции фестивалей болельщиков.

### Германия, 2006

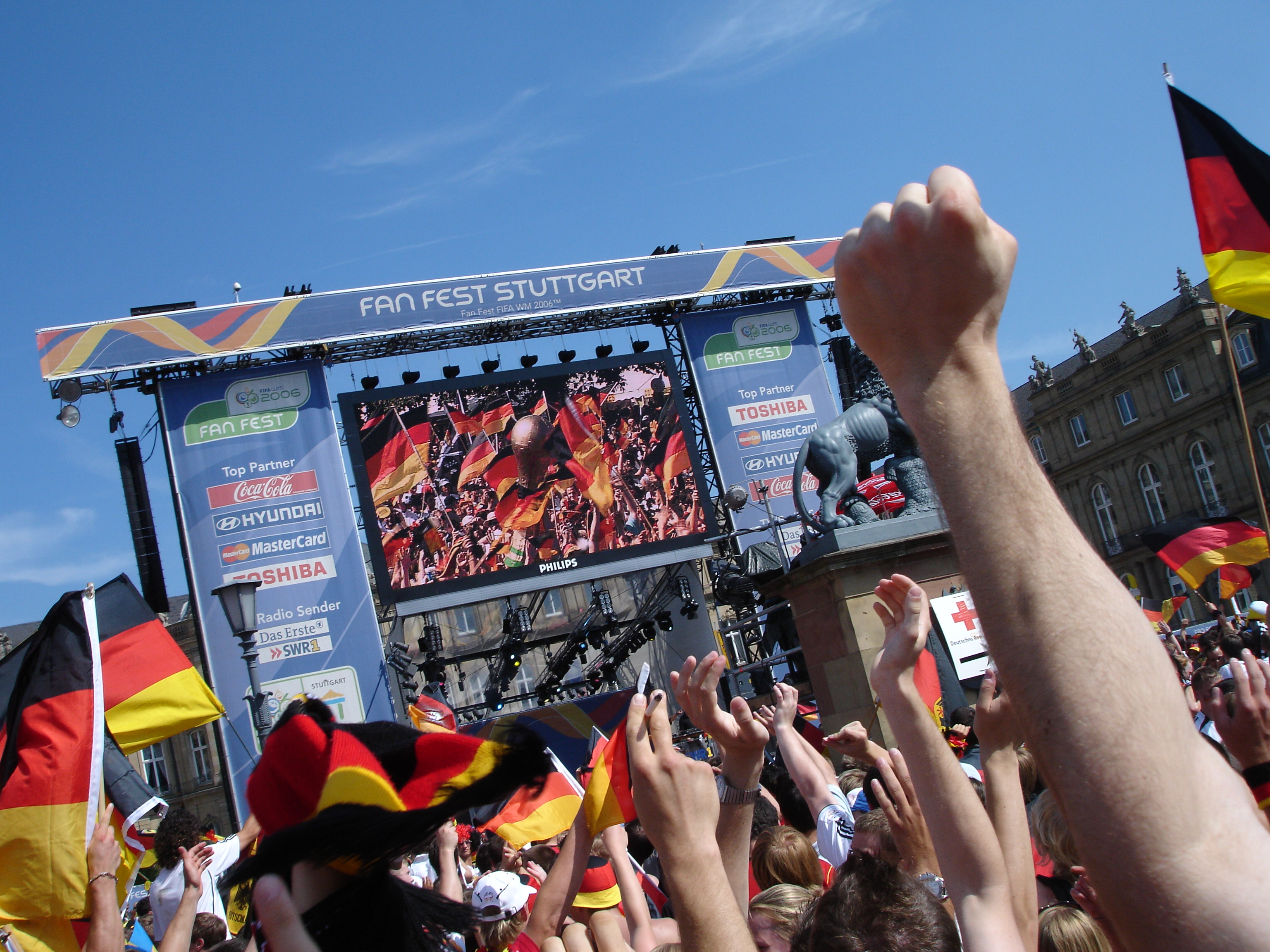
Фестиваль болельщиков в Штутгарте, 2006

Фестивали болельщиков стали результатом совместной работы ФИФА и представителей немецких городов, которые планировали принять игры мундиаля. По оригинальной концепции, сформулированной к 2004 году, фестивали должны были стать 4-недельными мероприятиями, где поклонники футбола смогут встретиться, получить интересующую информацию, принять участие в развлекательных мероприятиях и посмотреть все 64 игры чемпионата на больших экранах. Фестивали были задуманы как мероприятия, открытые для всех болельщиков, независимо от наличия билета на матчи: таким образом, если прежде приезжие фанаты без билетов рассматривались местными властями как угроза общественному порядку, на чемпионате 2006 года им была предложена альтернатива стадиону. Несмотря на скепсис, который высказывался в местных СМИ, фестивали прошли с большим успехом. По оценке Национального совета Германии по туризму, за дни чемпионата фестивали в 12 городах Германии собрали до 21 миллиона зрителей (ФИФА сообщала о более чем 18 миллионах). «Фанатская миля» (нем. Fanmeile) в Берлине, протянувшаяся по ставшей пешеходной улице 17 Июня от Бранденбургских ворот до Колонны Победы, вместила 14 последовательно установленных огромных экрана и привлекла 9 миллионов посетителей во время мундиаля, впервые в немецкой истории обойдя Октоберфест по числу посетителей. Следующим по популярности стал фестиваль в Кёльне, который насчитал 3 миллиона участников, фестиваль во Франкфурт посетили 1,9 миллиона поклонников футбола, в Штутгарте — 1,5 миллиона, в Гамбурге — 1,46 миллиона, в Дортмунде и Мюнхене фестивали собрали по 1 миллиону участников, в Нюрнберге и Ганновере — по 500 тысяч, ещё 471 тысяча болельщиков собрались на фестивале в Лейпциге, 350 тысяч — в Гельзенкирхене и 205 тысяч в Кайзерслаутерне. Эти цифры превзошли все ожидания организаторов, и некоторым городам пришлось спешно расширять площадки, чтобы вместить всех желающих.
По данным опросов, проведённых на фестивалях в Берлине, Франкфурте и Мюнхене, около 28 % болельщиков проехали более 100 километров, чтобы принять участие в мероприятиях, и большая часть отправилась в это путешествие вместе с друзьями. Среди иностранцев 21 % приехали в Германию только ради чемпионата мира, но не имели билетов ни на один матч. Несмотря на некоторые расхождения между первоначальной задумкой и практическим воплощением фестивалей болельщиков, они оказались настолько успешными, что впоследствии многие причастные к разработке концепции приписывали себе личное авторство идеи. В дни чемпионата фестивали служили современными «рыночными площадями», где люди знакомились и общались, а совместный просмотр матчей усиливал впечатления от игры. Позитивное освещение фестивалей болельщиков в СМИ работало на международный имидж Германии и подтолкнуло многих болельщиков из европейских стран под впечатлением от репортажей с этих праздников поклонников футбола решиться на поездку уже после начала чемпионата. Мероприятия 2006 года стали прецедентом: сразу после окончания мундиаля ФИФА анонсировала, что зарегистрировала торговую марку FIFA Fan Fest («Фестиваль болельщиков ФИФА»), будет самостоятельно заниматься их разработкой и подготовкой и сделает фестивали болельщиков неотъемлемой частью будущих чемпионатов мира. По итогам 2006 года слово Fanmeile («Фанатская миля») было выбрано «Словом года в Германии», а в начале 2007 года ФИФА и города, принимавшие игры чемпионата, получили Немецкий приз за маркетинг в спорте за инновационную концепцию и успешный маркетинг фестивалей болельщиков.

#### Места проведения
| Германия - Берлин — улица 17 Июня (между Бранденбургскими воротами и Колонной Победы) - Кёльн — Хоймаркт, Ронкаллиплац, Райнаухафен и порт Дойц - Франкфурт — MainArena (организованная на берегах Майна) - Штутгарт — Шольцплац - Гамбург — Хайлигенгайстфельд - Дортмунд — Площадь Мира - Мюнхен — Олимпийский парк - Нюрнберг — Волькфестплац - Ганновер — Ватерло-Плац - Лейпциг — площадь Августа - Гельзенкирхен — Глюкауф-Кампфбан - Кайзерслаутерн — Штифтплац, Барбароссаштрассе |

### Южная Африка, 2010

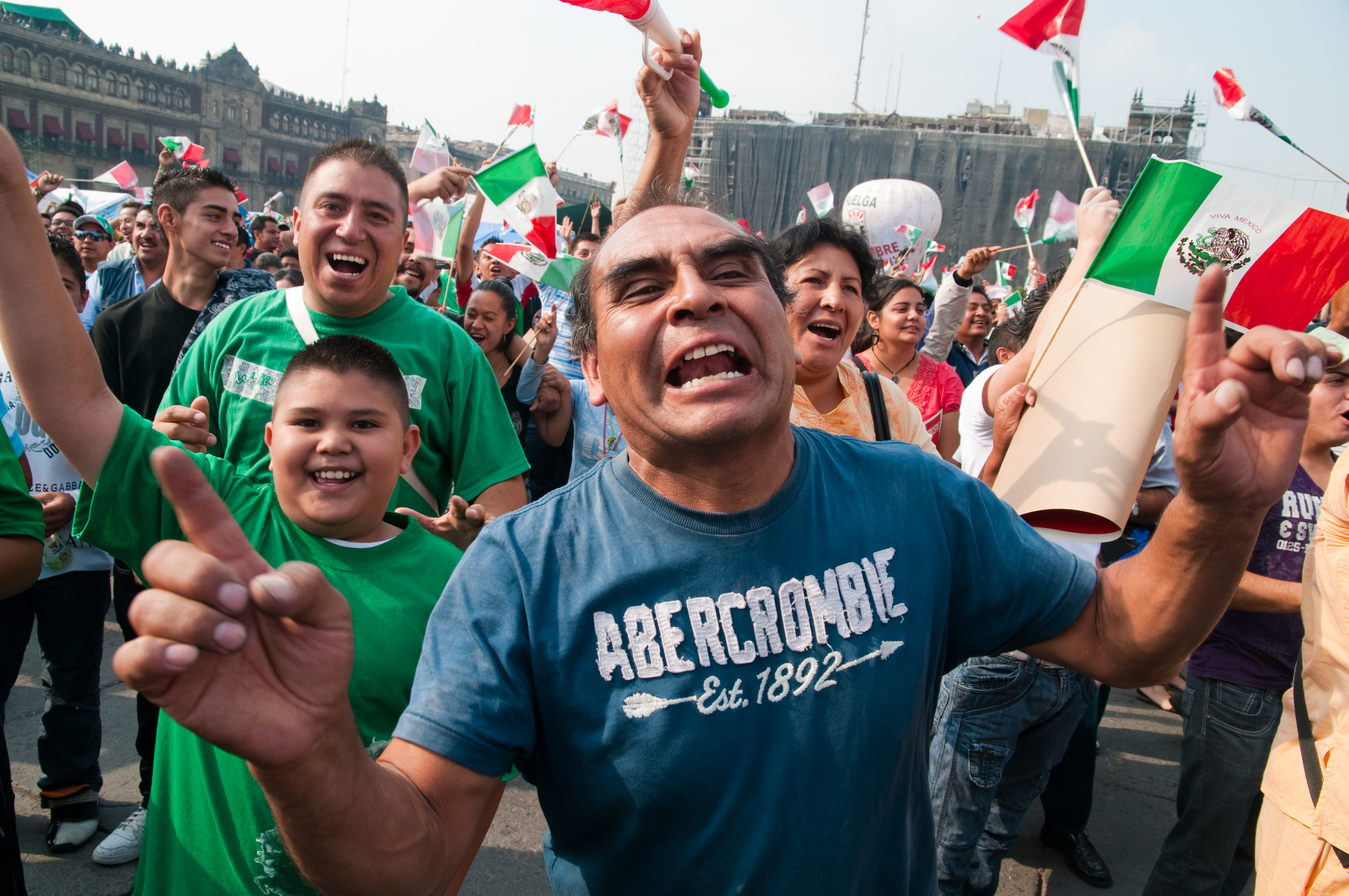
Реакция болельщиков сборной Мексики на незасчитанный мяч в матче Мексики против ЮАР, 2010

К Чемпионату мира по футболу 2010 года в Южно-Африканской Республике ФИФА развила концепцию фестивалей болельщиков и помимо 10 мероприятий в Кейптауне, Дурбане, Сэндтонее, Соуэто, Порт-Элизабет, Блумфонтейне, Мбомбеле, Полокване, Рюстенбурге и Претории провела 6 международных фанатских фестивалей в Берлине, Мехико, Париже, Рио-де-Жанейро, Риме и Сиднее.

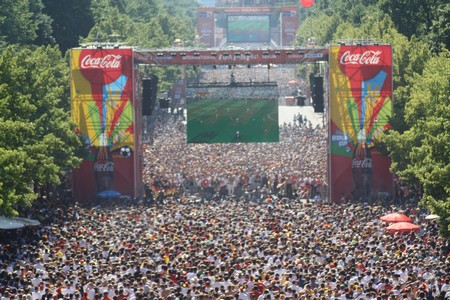
Берлинская фанатская миля, 2010

По подсчётам ФИФА, фестивали в городах ЮАР посетили более 2,6 миллиона человек, включая 741 тысячу в Дурбане, 557 тысяч в Кейптауне и 276 тысяч в Порт Элизабет. Совокупная аудитория международных фестивалей составила 3,5 миллиона человек за всё время чемпионата. В частности, 350 тысяч болельщиков собрались в Берлине в день полуфинала Германия — Испания, 93,5 тысяч посетили фестиваль в Мехико, чтобы посмотреть игру Аргентина — Мексика, а фестиваль в Рио собрал 83,7 тысяч человек в день матча между Бразилией и сборной Кот-д’Ивуара. Австралийские поклонники футбола заполонили площадку фестиваля болельщиков в Сиднее, чтобы посмотреть матч Австралия — Германия, хотя из-за разницы часовых поясов в городе была глубокая ночь. В ходе подготовки к мундиалю власти ЮАР инициировали несколько проектов развития, непосредственно связанных с фестивалями болельщиков. Например, специально для организации фестиваля был расширен и модернизирован Открытый спортивный центр Мангаунга в Блумфонтейне. Власти округа Цване расширили сеть видеонаблюдения в Претории, чтобы обеспечить безопасность болельщиков, а также наладили сотрудничество с представителями местной неформальной экономики — продавцами уличной еды, торговцами и ремесленниками. После инструктажа и сертификации они получили возможность работать на территории фестивалей болельщиков, что по замыслу организаторов способствовало популяризации южноафриканской культуры среди гостей чемпионата.

#### Места проведения
| ЮАР - Кейптаун — площадь Гранд-Парад - Дурбан — пляж Нью-Бич - Сэндтоне — парк Иннисфри - Соуэто — стадион «Элка» и Крикетный клуб Соуэто - Блумфонтейн — Открытый спортивный центр Мангаунга - Порт-Элизабет — парк Святого Георгия - Мбомбела — школа Бергвлам - Полокване — Крикетный клуб Полокване - Рюстенбург — Колледж Филдс - Претория — SuperSport Park | Международные - Берлин — Олимпишерплац (напротив Олимпийского стадиона) и улица 17 Июня - Мехико — Площадь Конституции - Париж — сады Трокадеро - Рио-де-Жанейро — пляж Копакабана (Praia de Copacabana) - Рим — площадь Сиены (в парке Вилла Боргезе) - Сидней — гавань Дарлинг-Харбор |

### Бразилия, 2014

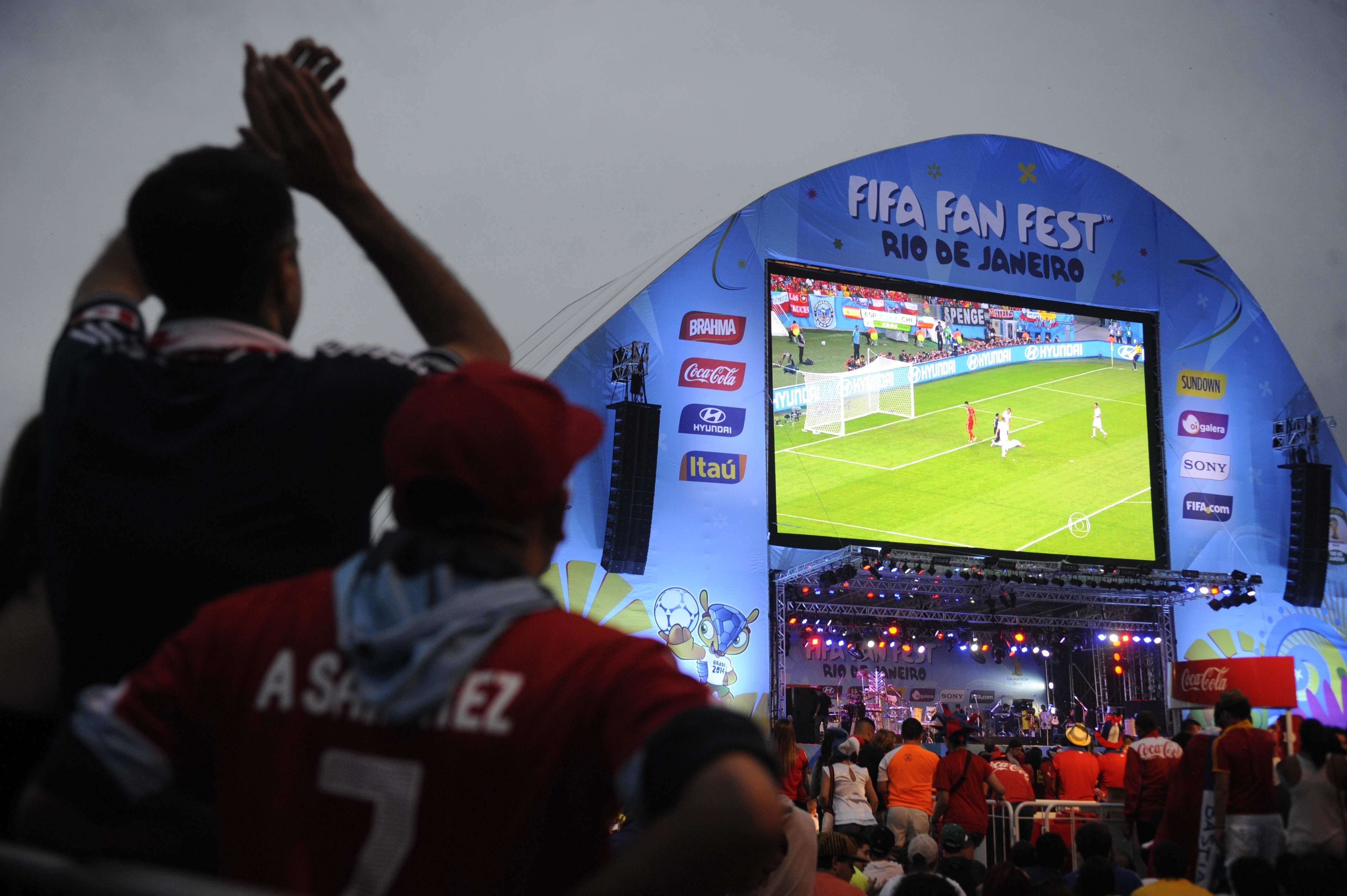
Трансляция на большом экране на площадке фестиваля в Рио-де-Жанейро, 2014

В 2014 году в ходе чемпионата мира по футболу в Бразилии фестивали болельщиков прошли в знаковых местах Рио-де-Жанейро, Сан-Паулу, Бразилиа, Белу-Оризонти, Куябе, Куритибе, Форталезе, Манаусе, Натале, Порту-Алегри, Сальвадоре и Ресифи. Амбассадором фестивалей стал бразильский футболист Роналдо, который совместил почётную должность с работой в оргкомитете чемпионата. История фестиваля в Ресифи примечательна, поскольку из-за чрезвычайно высоких расходов городского бюджета на строительство стадиона Арена Пернамбуку, ставшего 14-м самым дорогим стадионом в мире, местные власти отказались финансировать проведение фестиваля болельщиков и решили дожидаться инвестора. В результате за месяц до чемпионата ФИФА и её бразильский партнёр взяли финансирование, подготовки и проведение праздника для поклонников футбола на себя. Фестивали болельщиков в Бразилии посетили более 5,1 миллиона человек, включая один миллион туристов из 202 стран. Самым популярным оказался фестиваль на пляже Копакабана в Рио-де-Жанейро, который собрал 937 тысяч футбольных болельщиков за время мундиаля. За ним следуют фестиваль в Сан-Паулу с 806 тысячами гостей и фестиваль в Форталезе с 781 тысячей посетителей. Финал чемпионата, в котором за кубок боролись сборные Аргентины и Германии, на всех площадках фестивалей одновременно смотрели 285 тысяч человек.

#### Места проведения
| Бразилия - Рио-де-Жанейро – пляж Копакабана - Сан-Паулу – Долина Аньянгабау - Бразилиа – парк «Такуапарк», Тагуатинга - Белу-Оризонти – экспоцентр «Экспоминас» - Куяба – Выставочный парк - Куритиба – Педрейра Пауло Лемински, парк дас Педрейрас - Форталеза – пляж Ирасима - Манаус – пляж Понта Негра - Натал – пляж ду Форте - Порту-Алегри – Амфитеатр «Пор ду сол» - Ресифи – Таможенный пирс - Салвадор – территория у маяка да Барра |

### Россия, 2018

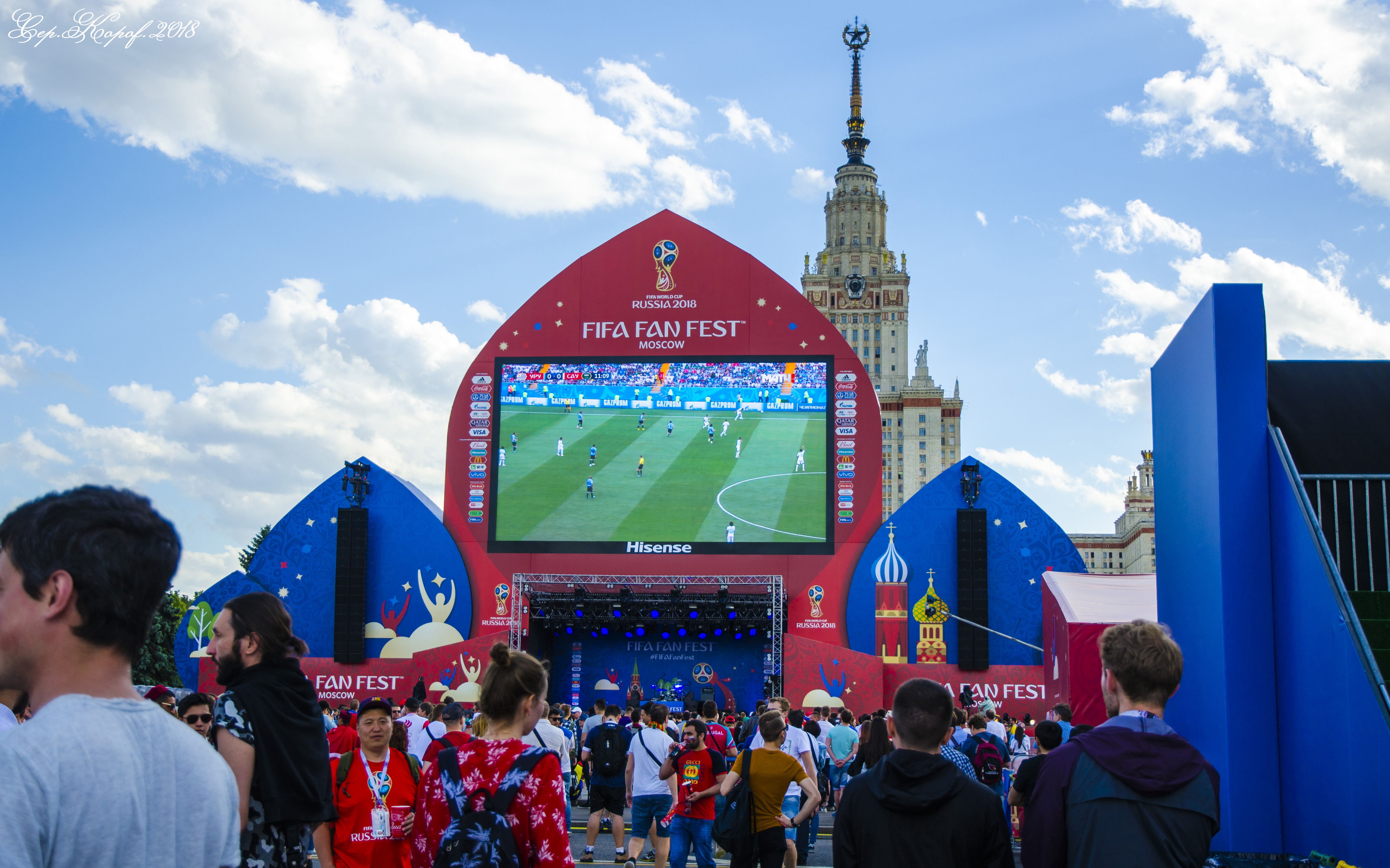
Фан-зона на Воробьёвых горах, 20 июня 2018

Фестивали болельщиков чемпионата мира по футболу 2018 года в России были запланированы в городах, принимающих игры мундиаля — Москве, Санкт-Петербурге, Казани, Сочи, Волгограде, Нижнем Новгороде, Ростове-на-Дону, Калининграде, Екатеринбурге, Самаре и Саранске. Амбассадорами фестивалей болельщиков в России стали самый результативный российский нападающий Александр Кержаков и французский защитник, член сборных-победителей Чемпионата мира 1998 года и Чемпионата Европы 2000 года Марсель Десайи.
По информации ФИФА, фестивали болельщиков в ходе чемпионата в России посетили 7,7 миллионов человек — почти на четверть больше, чем в Бразилии. Более миллиона участников собрали фестивали в Москве и Санкт-Петербурге: площадку на Воробьёвых горах посетили один миллион 870 тысяч гостей, на Конюшенной площади за время чемпионата собрались один миллион 303 тысячи участников. В Казани фестиваль болельщиков посетили 738 тысяч гостей, в Нижнем Новгороде, Самаре и Волгограде — по 600 тысяч, в Сочи и Ростове-на-Дону — по 500 тысяч человек. Фестиваль в Саранске привлёк 400 тысяч поклонников футбола, в Калининграде — 385 тысяч, в Екатеринбурге — 310 тысяч. Наибольший ажиотаж вызвала игра между сборными России и Уругвая, который на всех площадках смотрели около полумиллиона человек. Совокупная продолжительность футбольных трансляций составила 917 часов, а развлекательных программ с участием российских и иностранных артистов — 323 часа.

#### Происшествия
2 июля 2018, во время начала трансляции матча Бельгия — Япония, в 21:00, с фестиваля болельщиков в Нижнем Новгороде были эвакуированы все посетители.

#### Места проведения
| Россия - Москва — территория Московского государственного университета на Воробьёвых горах - Санкт-Петербург — Конюшенная площадь - Казань — территория центра семьи «Казань» - Сочи — площадь у Южного мола морского порта Сочи - Волгоград — набережная 62-й Армии - Нижний Новгород — площадь Минина и Пожарского - Ростов-на-Дону — Театральная площадь - Калининград — Центральная площадь (возле Дома Советов) - Екатеринбург — Центральный парк культуры и отдыха имени Маяковского - Самара — площадь Куйбышева - Саранск — Советская площадь |

## Порядок проведения

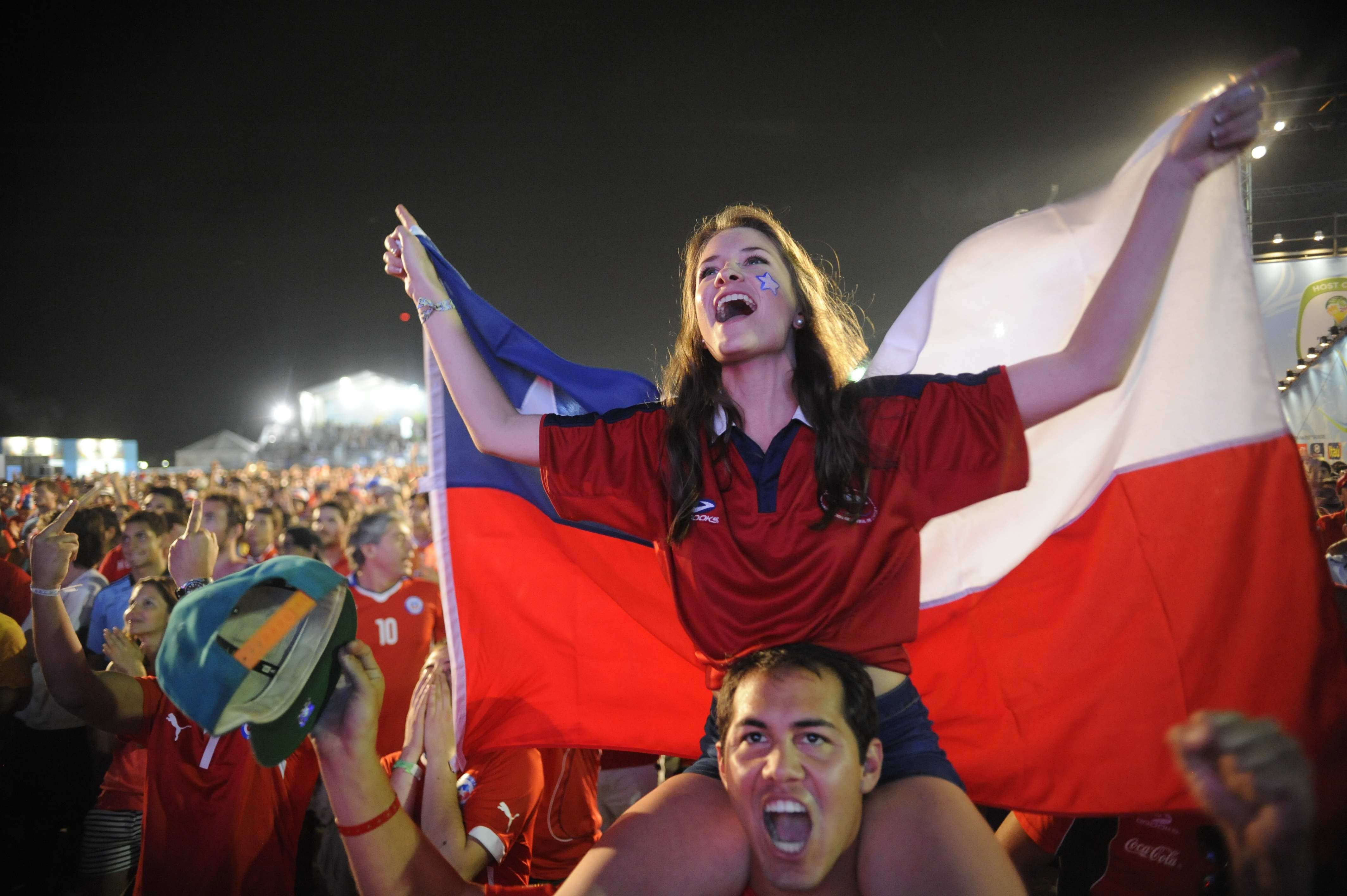
Чилийские фанаты в Рио-де-Жанейро, 2014

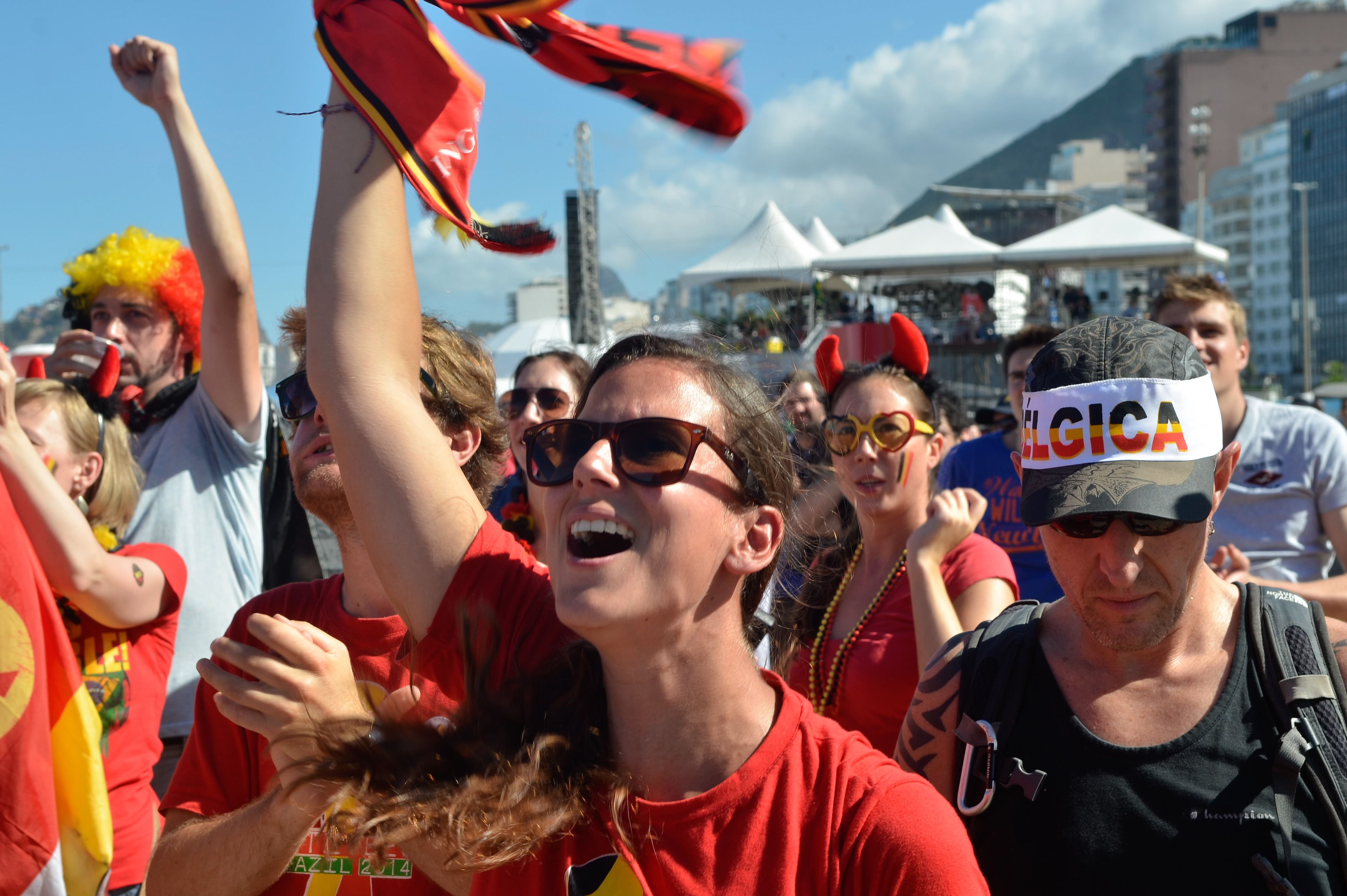
Фанаты сборной Бельгии на фестивале в Рио, 2014

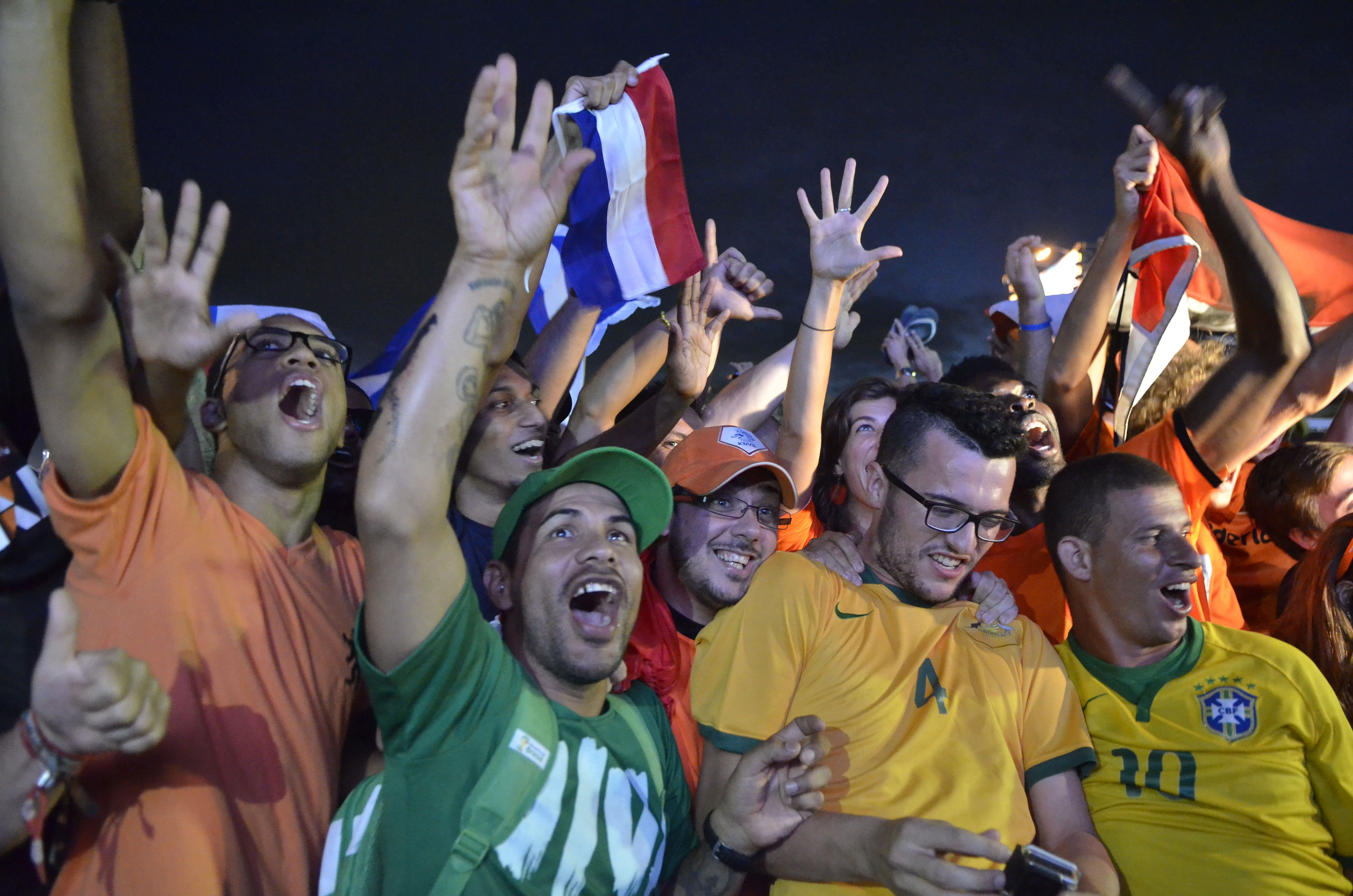
Посетители фестиваля в Рио, 2014

### Спонсоры
Фестивали болельщиков чемпионата мира по футболу 2010 года в ЮАР прошли при поддержке The Coca-Cola Company в качестве титульного спонсора, телекоммуникационной компании MTN Group и IT-компании Neo Africa в качестве спонсоров и официального вещателя в лице South African Broadcasting Corporation. Спонсорами фестивалей 2014 года в Бразилии стали AmBev, The Coca-Cola Company, Hyundai Kia, Banco Itaú, Johnson & Johnson, Oi и Sony.

### Регулирование
Одним из обязательств страны, принимающей чемпионат мира, является закрепление ряда требований ФИФА в законах и других правовых актах, действующих в период проведения мундиаля. К подобным законам относятся Акт об особых мерах правительства ЮАР, Основной закон о Чемпионате мира в Бразилии и Федеральный закон о подготовке и проведении в России Чемпионата мира по футболу FIFA 2018 и Кубка Конфедераций FIFA 2017 в России. На время чемпионата ФИФА, её спонсоры и партнёры получают исключительные права на оформление, рекламу и торговлю на территории фестивалей болельщиков. На практике ограничения в полной мере не применялись. В Германии и Бразилии это стало результатом совместных усилий местного бизнеса и властей, в ЮАР — частью проектов развития, запущенные в рамках подготовки к чемпионату мира.

### Организация
Фестивали болельщиков проходят на протяжении всего чемпионата и предлагают участникам прямые трансляции футбольных матчей на больших экранах, еду и прохладительные напитки, увеселительные мероприятия и концертные программы с участием местных и мировых знаменитостей. В 2006 году на открытии фестиваля в Берлине на сцене выступали Simple Minds, Нелли Фуртадо, Right Said Fred и Джанна Наннини Концерты на площадках фестивалей проходили во всех дни, на которые не было назначено матчей. Во время мундиаля в ЮАР в 2010 году на фестивале болельщиков в Йоханнесбурге выступил с концертом Зигги Марли, в Порт-Элизабет играли Fatboy Slim, Locnville и Just Jinjer, а лайн-апы международных фестивалей включали выступления Velile, K'naan, Uwu Lena и Eisblume в Берлине, La Sonora Dinamita в Мехико, Стэна Волкера и Кэсси Дэвис в Сиднее. Общий хронометраж выступлений на южноафриканских фестивалях составил 2600 часов, на международных — 1600 часов. Для фестивалей болельщиков в Бразилии вещательный партнёр ФИФА TV Globo организовал 754 выступления в течение 25 дней мундиаля. В числе артистов были Кристиану Араужу, Клаудия Лейтте, Jota Quest, Skank, Луан Сантана и Густаву Лимо. Хэдлайнерами концертной программы фестивалей болельщиков в России стали Земфира, группа «Браво», «Каста», Noize MC, Вадим Самойлов и Billy’s Band, также в программе были заявлены Kain Rivers, «Чайф», «Дискотека Авария» и IOWA. В число иностранных гостей вошли Бенни Бенасси, Пол Окенфолд, Pendulum и Kadebostany.
Вход на фестивали болельщиков бесплатен и открыт для всех поклонников футбола независимо от наличия билетов на матчи чемпионата. По статистике, среди посетителей фестивалей много тех, кто в отсутствие подобных площадок не стал бы смотреть матчи на стадионе. По данным мониторинга, проведённого в ходе чемпионата мира 2006 года в Германии, доля женщин среди посетителей некоторых фестивалей достигала 44%, что значительно превышало число фанатов женского пола на стадионах. В соответствии с требованиями ФИФА фестивали болельщиков проводятся в знаковых местах городов, принимающих игры мундиаля, на площадках, вмещающих не менее 15 тысяч человек. ФИФА не запрещает продажу алкоголя на фестивалях болельщиков, поскольку опыт мундиалей 2006, 2010 и 2014 годов указал на отсутствие зависимости между доступностью алкогольных напитков и неподобающим поведением посетителей. Из-за политики ФИФА в отношении алкоголя Бразилии пришлось временно отменить запрет на продажу алкогольных напитков на футбольных матчах, введённый в 2003 году именно с целью борьбы с насилием в фанатской среде.